# Coupe des clubs champions africains 1979
Navigation
Édition précédente Édition suivante
La Coupe des clubs champions africains 1979 est la quinzième édition de la Coupe des clubs champions africains. Le club vainqueur de la compétition est désigné champion d'Afrique des clubs 1979. Vingt-huit formations sont engagées dans la compétition. Le tenant du titre, le Canon Yaoundé, ne participe pas à la compétition puisqu'il est engagé en Coupe des Coupes.
C'est à nouveau un club camerounais, l'Union Douala, qui remporte cette édition après avoir battu les Ghanéens de Hearts of Oak en finale. C'est le tout premier titre continental pour l'Union et déjà la deuxième finale perdue en trois ans pour Hearts of Oak.

## Premier tour
| Équipe 1                   | Résultat      | Équipe 2                     | Aller | Retour |
| -------------------------- | ------------- | ---------------------------- | ----- | ------ |
| Étoile du Congo            | 3 - 1         | FC 105 Libreville            | 2 - 0 | 1 - 1  |
| ASDR Fatima                | 2 - 2 4-5 tab | Silures Bobo-Dioulasso       | 1 - 1 | 1 - 1  |
| Al-Ahly SC                 | 1 - 4         | MP Alger                     | 1 - 2 | 0 - 2  |
| Simba SC                   | 5 - 4         | Mufulira Wanderers           | 0 - 4 | 5 - 0  |
| AS Dragons FC de l'Ouémé   | 1 - 5         | Africa Sports                | 0 - 2 | 1 - 3  |
| US Gorée                   | 3 - 1         | ASC Garde Nationale          | 2 - 0 | 1 - 1  |
| Saint Joseph Warriors      | 0 - 1         | Real Banjul                  | 0 - 0 | 0 - 1  |
| Mighty Blackpool           | 2 - 2 2-4 tab | Hearts of Oak                | 2 - 0 | 0 - 2  |
| Grupo Desportivo de Maputo | 3 - 3e        | Matlama FC                   | 3 - 2 | 0 - 1  |
| Zamalek SC                 | -             | Simba FC abandon             | 2 - 1 | -      |
| Ogaden Anbassa             | -             | Bata Bullets forfait         | -     | -      |
| forfait Kenya Breweries    | -             | Al Merreikh Omdurman forfait | -     | -      |

## Deuxième tour
| Équipe 1        | Résultat      | Équipe 2               | Aller | Retour |
| --------------- | ------------- | ---------------------- | ----- | ------ |
| Étoile du Congo | 2 - 4         | US Gorée               | 2 - 3 | 0 - 1  |
| Hafia FC        | 1 - 1 1-0 tab | Silures Bobo-Dioulasso | 1 - 0 | 0 - 1  |
| MP Alger        | 2 - 2 1-2 tab | Union Douala           | 2 - 0 | 0 - 2  |
| Simba SC        | 0 - 2         | Raccah Rovers          | 0 - 0 | 0 - 2  |
| Africa Sports   | 1 - 2         | CS Imana               | 1 - 0 | 0 - 2  |
| Hearts of Oak   | 3 - 1         | Real Banjul            | 2 - 0 | 1 - 1  |
| Zamalek SC      | -             | Ogaden Anbassa forfait | -     | -      |
| Matlama FC      | -             | exempt                 | -     | -      |

## Quarts de finale
| Équipe 1           | Résultat | Équipe 2      | Aller | Retour |
| ------------------ | -------- | ------------- | ----- | ------ |
| US Gorée           | 2 - 1    | Raccah Rovers | 2 - 0 | 0 - 1  |
| Hafia FC           | 2 - 3    | Hearts of Oak | 2 - 0 | 0 - 3  |
| abandon Zamalek SC | -        | CS Imana      | 3 - 1 | -      |
| Matlama FC         | 1 - 5    | Union Douala  | 1 - 3 | 0 - 2  |

## Demi-finales
| Équipe 1 | Résultat | Équipe 2      | Aller | Retour |
| -------- | -------- | ------------- | ----- | ------ |
| US Gorée | 2 - 6    | Hearts of Oak | 1 - 2 | 1 - 4  |
| CS Imana | 1 - 3    | Union Douala  | 1 - 2 | 0 - 1  |

## Finales
| 2 décembre 1979 | Hearts of Oak | 1 - 0 | Union Douala | Accra Sports Stadium, Accra |  |
|                 |               |       |              |                             |  |

| 16 décembre 1979 | Union Douala    | 1 - 0 | Hearts of Oak | Stade Omnisports, Yaoundé |  |
|                  |                 |       |               |                           |  |
|                  | Tirs au but 5-3 |       |               |                           |  |

| Coupe des clubs champions africains Vainqueur 1979 |
| -------------------------------------------------- |
| Union Douala Premier titre                         |